# Noca Nola
Noca Nola was voor de Tweede Wereldoorlog de naam van een Nederlands limonademerk, dat gemaakt werd door de ondernemer Leo Moulen (1882-1966) uit het gehucht Kunrade bij Voerendaal in Zuid-Limburg. Moulen wist met Noca Nola de introductie van Coca-Cola in een deel van Nederland jarenlang tegen te houden.

## Naam
Moulen richtte in 1907 in Voerendaal een mineraalwaterfabriek op. Het woonhuis behorend bij het fabriekspand bestaat nog en ligt aan de Heerlerweg 108 te Kunrade. Het jaartal 1907 is op de rijk versierde poortzuilen nog te lezen. Enkele jaren na de oprichting begon hij ook met de productie van vruchtenlimonade, die hij aanvankelijk onder de naam 'Glück Auf Perle' verkocht. Hij leverde zijn dranken vooral aan klanten in de Oostelijke Mijnstreek, waaronder een aantal steenkolenmijnen. In 1922 deponeerde hij de naam Noca Nola bij het Bureau voor den Industrieelen Eigendom, na een tip van een vriend uit de Verenigde Staten, die hem vertelde dat het merk Coca-Cola in dat land zeer succesvol was. Moulen kon de sterk op Coca-Cola lijkende naam Noca Nola vastleggen, omdat Coca-Cola op dat moment in Nederland nog niet was gedeponeerd. Noca Nola smaakte niet naar Coca-Cola, maar naar vruchtenlimonade. Het logo van Noca Nola bestond uit een gespierde man met een grote snor, en de afbeelding van enkele sinaasappels. Deze afbeelding is in een glas-in-lood uitvoering bewaard gebleven boven de voordeur van het bovengenoemde woonhuis. De drank werd verkocht in beugelflessen. Moulen prees Noca Nola op etiketten en in advertenties aan als 'De Parel van alle alcoholvrije Tafeldranken, door Heeren Doktoren aanbevolen'.

## Verdeling
Toen Coca-Cola in 1928 de Nederlandse markt op wilde, moest het bedrijf onderhandelen met Moulen omdat de naam Coca-Cola te veel op Noca Nola leek. Moulen bedong dat Coca-Cola in een straal van vijftig kilometer rond Voerendaal niet verkocht mocht worden. Het zuiden van Limburg was Moulens grootste afzetgebied. In die cirkel lagen ook alle Nederlandse steenkolenmijnen. Toen Moulen zijn limonade in 1936 in een kopie van het getailleerde Coca-Colaflesje begon te verkopen, besloot het Amerikaanse bedrijf Moulens rechten af te kopen. De ondernemer kreeg 10.000 gulden, zo kwamen beide partijen in 1937 overeen, onder de voorwaarde dat het merk Noca Nola op 31 december 1939 geëlimineerd zou zijn. Op elke overtreding door Moulen stond een boete van 500 gulden. Moulen verkocht zijn limonade sindsdien onder de naam 'Komol'. Dit werd de algemene bedrijfsnaam. De sinaslimonade kreeg de naam 'Oran Jola'. Hij kreeg ook toestemming om Coca-Cola in de regio te gaan verkopen. Moulens kinderen namen de limonadefabriek na zijn dood over. Het bedrijf is rond 2005 gesloten.